# 森田唯友紀
森田 唯友紀{本名：森田忠行。1932年（昭和7年）12月3日 - 2007年（平成19年）7月25日 }は、日本のヤクザ。四代目山口組若中、初代森唯組組長。兵庫県加古川市出身。
兵庫県立農業高等高校卒業。

三代目山口組信原組に属していたが、信原組が解散すると、自ら森唯組を結成し、四代目山口組直参となった。

## 略歴
1989年（平成元年）5月18日、山口組本家にて、盃直しが行われていたが、欠席。
同年6月5日、山口組定例会で、森田の山口組脱退が発表された。
同年6月25日、「五代目山口組幹部一同」の名前で、他団体にむけて「森田唯友紀、竹中武、矢島長次、牛尾洋二は、今後五代目山口組とは何ら関係なし」とする文章を送付した。
同年8月1日、森田は、五代目山口組発足に伴いヤクザから引退した。森唯組の大部分は、山口組傘下の組員になった。